# Constitution portugaise de 1822
La constitution de 1822, officiellement la Constitution politique de la Monarchie portugaise (en portugais Constituição Política da Monarquia Portuguesa), est la première constitution de l'histoire du Portugal adoptée le 23 septembre 1822 après la révolution libérale. Elle met fin à l'absolutisme et inaugure la monarchie constitutionnelle. Après la révolution de Septembre le 9 septembre 1836, ses partisans sont désignés sous le nom de septembristes.

## La constitution
Elle s'inspire en grande partie de la constitution espagnole de 1812 et des constitutions françaises de 1791, 1793 et 1795. Elle comporte six parties et 240 articles. 
Elle consacre les droits et les devoirs individuels, et la nation comme base de la souveraineté, exercée par ses représentants légalement élus. Elle abolit de nombreux privilèges féodaux, mettant officiellement fin à l'Inquisition portugaise, et établit trois pouvoirs indépendants : législatif, exécutif et judiciaire. La suprématie est donnée au pouvoir législatif (contrairement à la Charte constitutionnelle avec laquelle elle se trouve en concurrence tout au long du XIXe siècle). Le roi voit ses pouvoirs réduits. 
Le pouvoir législatif est exercé par les Cortes, une assemblée unique, avec des députés élus. 
Le pouvoir exécutif est exercé par le roi, qui est aussi chef du gouvernement. Il nomme et renvoie les fonctionnaires d'État. Son droit de véto n'est que suspensif et il ne peut suspendre ni dissoudre les Cortes. 
Dans des circonstances particulières, le roi peut être assisté par un Conseil d'État dont les membres sont élus par les Cortes. 
Le pouvoir judiciaire appartient exclusivement aux juges et aux tribunaux. 
Les élections des députés se déroulent au suffrage universel direct, par les hommes de plus de 25 ans, sachant lire et écrire.

## Le septembrisme

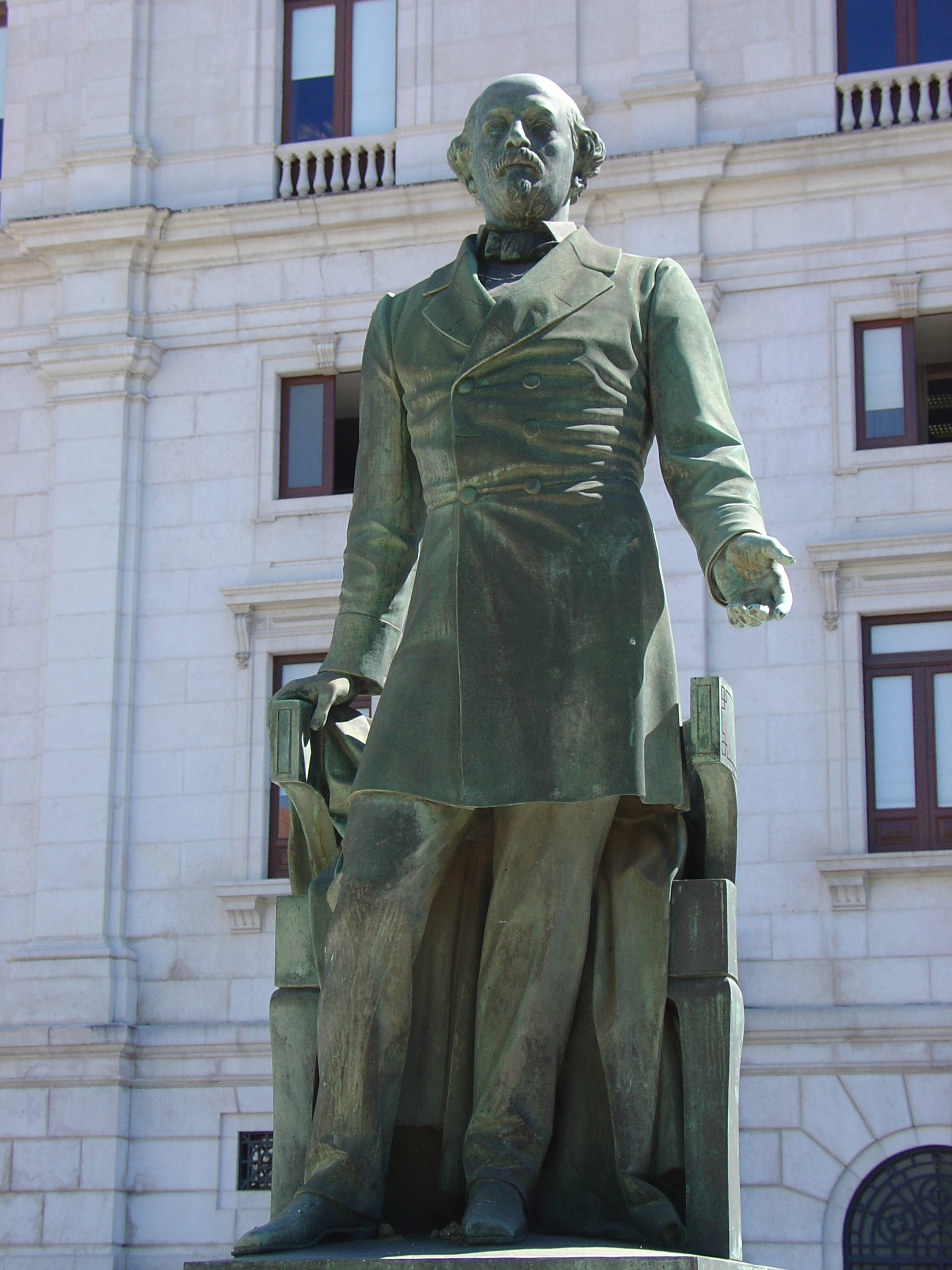
Statue de José Estêvão Coelho de Magalhães devant le parlement portugais, Lisbonne

Très progressiste pour l'époque, la constitution peine à s'imposer dans un pays restant très attaché à la figure du roi. Elle provoque une réaction des milieux conservateurs et n'est réellement effective que durant 3 ans (de 1822 à 1823, puis de 1836 à 1838). Elle est modifiée en 1836 afin de trouver un compromis avec les chartistes. 
Le septembrisme (issu du vintisme) désigne donc (à partir de 1836) le courant le plus à gauche du mouvement libéral. Il s'oppose au chartisme (en faveur de la Charte constitutionnelle). Les septembristes, favorables à la constitution de 1822, puis à la constitution de 1838, se divisent en deux factions : les modérés et les radicaux. 
Les modérés, regroupés autour de Manuel da Silva Passos, Bernardo de Sá Nogueira de Figueiredo, vicomte de Sà da Bandeira, dominent. Ils tentent de trouver un compromis avec la reine Marie II qui privilégie les chartistes, compromis trouvé après la révolte septembriste en 1836 avec une constitution plus modérée, adoptée par les deux camps. 
Les radicaux sont dominés par des francs-maçons comme José Alexandre de Campos et João Gualberto Pina Cabral. On compte aussi les députés José Estêvão, José Liberato, Leonel Tavares Cabral et Costa Cabral.
Le triomphe d'un libéralisme conservateur en 1851, avec le mouvement « Régénération », et l'institutionnalisation des partis mettent fin aux prétentions des septembristes qui se divisent alors en deux partis : le Parti Historique et le Parti Progressiste.